# Rákó
Rákó (ukránul: Раково) település Ukrajnában, Kárpátalján, az Ungvári járásban.

## Fekvése
Perecsenytől keletre, Turjaremete és Turjavágás közt fekvő település. Mellette folyik a Turja.

## Története
A trianoni békeszerződés előtt Ung vármegye Perecsenyi járásához tartozott.

## Népessége
1910-ben 960 lakosából 8 magyar, 49 német és 901 ruszin anyanyelvű volt. Ebből 907 görögkatolikus, 50 izraelita volt.